# Melchior Paul von Deschwanden
Melchior Paul von Deschwanden (Stans, 10 gennaio 1811 – 25 febbraio 1881) è stato un pittore svizzero, di famiglia cattolica; era figlio di Johann Baptist Deschwanden e di Regina Luthiger.

## Educazione artistica
Studiò disegno con Louis Victor von Deschwanden, Johann Kaspar Moos (1825–1826) a Zugo, Daniel Albert Freudweiler e Johann Caspar Schinz a Zurigo (1827), quindi nel 1830 entrò nell'Accademia delle belle arti di Monaco di Baviera. Dopo essere stato a Losanna per imparare il francese (1835–1836), rientrò a casa.
Dal 1838 al 1840 studiò presso l'Accademia di belle arti di Firenze, dove vinse il primo premio per il dipinto a olio di un maschio nudo. A Firenze fu particolarmente attratto dalle opere di Fra Angelico.

## Pittore religioso

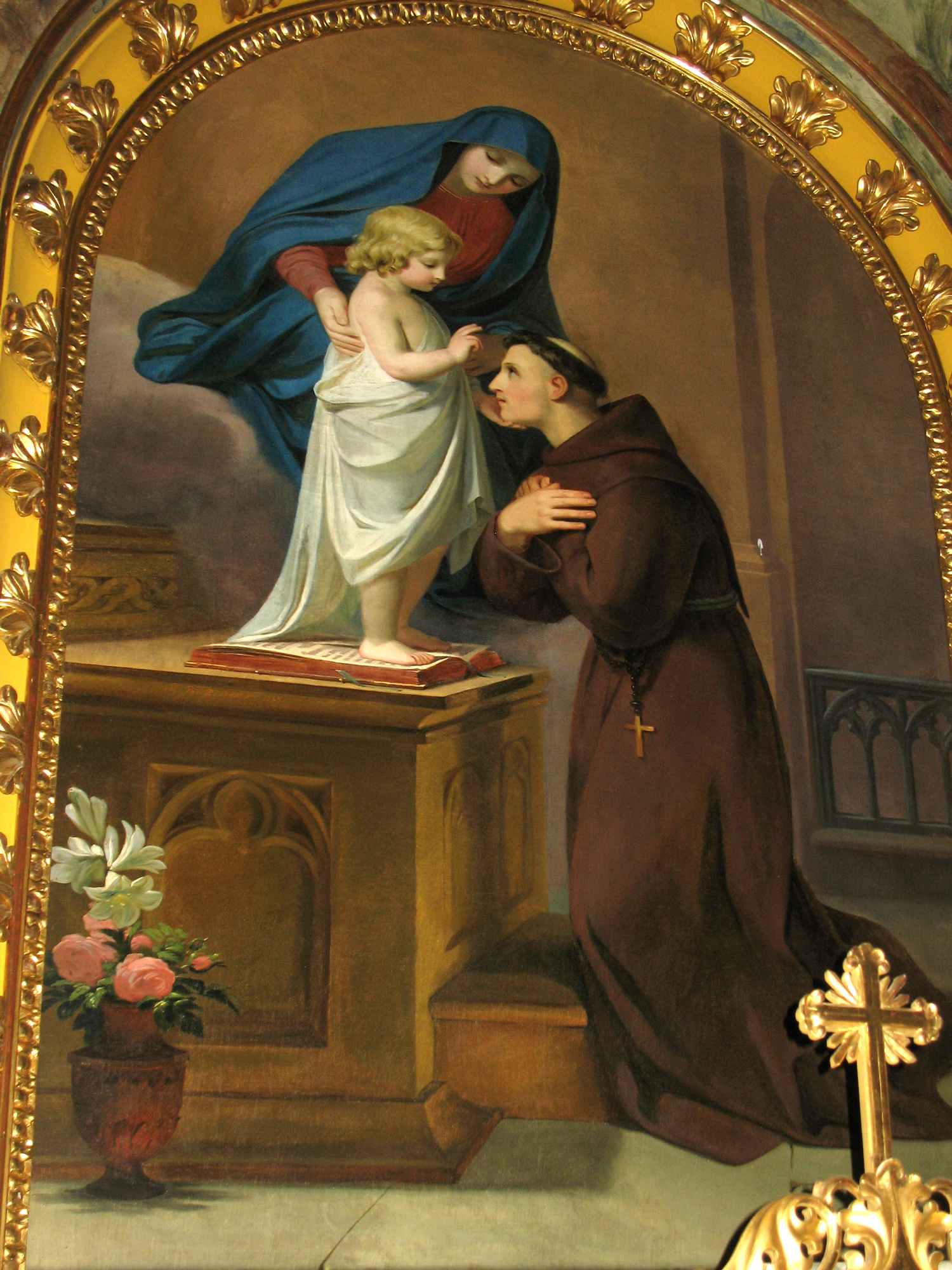
Dipinto rappresentante Sant'Antonio da Padova di Deschwanden ad Urtijëi

Dopo un incontro con l'artista nazareno Friedrich Overbeck, prese la decisione di dedicare le opere della propria vita alla pittura religiosa.
Tornato infine in Svizzera, ricevette la sua prima commessa da un ente religioso, la pala d'altare della cappella di San Pietro a Lucerna. 
Nel 1842 incontrò i membri della scuola per pittori di Düsseldorf e s'interessò all'opera pittorica dell'artista austriaco Eduard von Steinle, pittore religioso alla moda e nazareno. 
Nel 1845 egli scoprì nella chiesa di San Luigi, a Monaco di Baviera, dei murali di Peter von Cornelius, un artista classico che era stato influenzato dal Movimento dei nazareni e visitò uno dei suoi allievi, il ritrattista e pittore storico Wilhelm von Kaulbach.
Sebbene fosse lui stesso un ritrattista di talento, dedicò la maggior parte del suo tempo ai dipinti con soggetto religioso, creando uno stile di composizioni di semplice comprensibilità, figure espressive e tecnica soffice. 
Si ritiene che Deschwanden abbia dipinto oltre 2000 opere, il maggior numero delle quali sono pale di altare, e per quasi quarant'anni egli ha dominato la pittura religiosa in Svizzera. I suoi lavori furono ben accetti sia nei circoli cattolici che in quelli protestanti.
Di conseguenza, egli spedì le sue opere in tutto il mondo ed esempi possono essere trovati in chiese di Annapolis, del Maryland e Covington, del Kentucky. Le sue opere furono ampiamente riprodotte in pie riproduzioni cromolitografiche.

## Allievi
Deschwanden è noto per aver avuto molti allievi, tra i quali vi erano artisti suoi colleghi da Stans Adalbert Baggenstos al pittore svizzero-americano Adolfo Müller-Ury, tra le cui braccia morì nel febbraio 1881.

## Memoriale di Deschwanden
Nella parte frontale del giardino dell'ex Nidwaldner Kantonalbank, nel centro di Stans, vi è un monumento dello scultore svizzero Auguste Stanser Blaesi, (1903–1979) che fu eretto in memoria di Deschwanden nell'autunno del 1933.